# Agniolophia trivittata
Agniolophia trivittata là một loài bọ cánh cứng trong họ Cerambycidae.